# پریمو زلیو
پریمو زلیو (ایتالیایی: Primo Zeglio;‏ ۸ ژوئیه ۱۹۰۶ – ۳۰ اکتبر ۱۹۸۴) کارگردان فیلم و فیلم‌نامه‌نویس اهل ایتالیا بود.
از جمله فیلم‌های او می‌توان به انتقام دزدان دریایی و هفت دریا به کاله اشاره کرد.